# ادريانو ميراندا دي كارفاليو
ادريانو ميراندا دي كارفاليو (بالبرتغالية: Adriano Miranda de Carvalho) هو لاعب كرة قدم برازيلي، ولد في 22 يونيو 1989 في بليم في البرازيل. لعب مع او في سي سليفن 2000 ونادي بيليستر ونادي سبارتاك فارنا ونادي ليتكس لوفتش.

## وصلات خارجية
- ادريانو ميراندا دي كارفاليو على موقع الاتحاد الأوربي (الإنجليزية)
- ادريانو ميراندا دي كارفاليو على موقع قاعدة بيانات كرة القدم.إي يو (الإنجليزية)